# Внешняя политика Коста-Рики
Внешняя политика Коста-Рики — это общий курс Коста-Рики в международных делах. Внешняя политика регулирует отношения Коста-Рики с другими государствами. Реализацией этой политики занимается министерство иностранных Коста-Рики.

## Общие положения
Генеральное управление внешней политики — орган государственной власти, ответственный за координацию внешней политики Коста-Рики. Внешняя политика проводится президентом и министерством иностранных дел в интересах населения страны. Коста-Рика выступает за: соблюдение норм международного права, соблюдение прав человека, демократические принципы, разоружение и защиту окружающей среды. Коста-Рика активно поддерживала создание Управления Верховного комиссара ООН по правам человека и стала первой страной, признавшей юрисдикцию Межамериканского суда по правам человека, базирующегося в Сан-Хосе. Коста-Рика активно проводит политику по сокращению вооружений в Центральной Америке. В 2009 году у Коста-Рики окончился третий срок в качестве непостоянного члена Совета Безопасности ООН.

## История
В ноябре 1983 года президент Коста-Рики Луис Альберто Монхе Альварес официально провозгласил политику безоружного нейтралитета и высказал надежду, что международное сообщество будет соблюдать его. Луис Альберто Монхе Альварес заявил, что в случае вторжения в Коста-Рику иностранного государства ей на помощь придет Организация американских государств и государства, подписавшие Межамериканский договор о взаимной помощи. В 1980-е годы президент страны Оскар Ариас Санчес разработал региональный мирный план, который послужил основой для подписания соглашения «Эскипулас». В 1987 году Оскару Ариасу Санчесу вручили Нобелевскую премию мира. Коста-Рика выступила в качестве посредника между правительством Сальвадора и Фронтом национального освобождения имени Фарабундо Марти, что в итоге привело к прекращению гражданской войны и проведению демократических выборов в 1994 году.

## Двусторонние контакты
С 2006 по 2008 год президент Оскар Ариас Санчес установил отношения с восемью странами на Ближнем Востоке: Египтом, Бахрейном, Иорданией, Кувейтом, Ливаном, Оманом, Йеменом и Государством Палестина. В августе 2006 года Коста-Рика переместила посольство из Иерусалима в Тель-Авив, что также было призвано повысить авторитет государства среди арабских стран.
В 1959 году Коста-Рика официально установила дипломатические отношения с Китайской Республикой (Тайвань) и была одной из 26 стран, имевшей официальные контакты с этим самопровозглашенным государством. При этом, Коста-Рика не имела официальных дипломатических связей с Китайской Народной Республикой. Несмотря на долгую историю тесных связей с Тайванем, Коста-Рика наращивала и тесные экономические отношения с КНР. Затем, товарооборот между Коста-Рикой и КНР стал в десять раз выше, чем с Тайванем.  В июне 2007 года Коста-Рика установила дипломатические отношения с КНР, разорвав длившиеся почти 60 лет официальные контакты с Китайской Республикой. В октябре 2007 года президент Оскар Ариас Санчес посетил КНР с официальным визитом, Пекин согласился выделить 20 миллионов долларов США на ликвидацию последствий сезона дождей в Коста-Рике. Кроме того, КНР выделила 28 миллионов долларов США на строительство нового национального стадиона в Сан-Хосе.
В 2008 году Коста-Рика установила дипломатические отношения с Государством Палестина, а в 2009 году Коста-Рика возобновила официальные контакты с Кубой. В июне 2009 году президент Оскар Ариас Санчес выступал в качестве посредника при разрешении конституционного кризиса в Гондурасе, тесно сотрудничая со свергнутым президентом Мануэлем Селайей и временным гондурасским правительством. Коста-Рика официально признала Порфирио Лобо Соса президентом Гондураса после проведения выборов в ноябре 2009 году.
Во время правления президента Никарагуа Даниэля Ортеги отношения с Коста-Рикой сильно испортились. Между этими странами уже более века имеется территориальный спор по приграничным территориям. В октябре 2010 года Коста-Рика сделала заявление, что никарагуанские войска пересекли департамент Рио-Сан-Хуан и вошли на территорию Коста-Рики. В марте 2011 года Международный суд ООН принял решение о временных мерах по запросу Коста-Рики в ее территориальном споре с Никарагуа. Ожидание окончательного решения Международного суда ООН по территориальному спору может занять несколько лет. В декабре 2011 года Никарагуа подала встречный иск в Международный суд ООН, в котором было сказано, что проект строительства дороги вдоль реки Сан-Хуан нарушает суверенитет Никарагуа и наносят серьезный экологический ущерб.
Коста-Рика имеет прекрасные дипломатические отношения с Колумбией, несмотря на присутствие в стране более 10 000 колумбийских беженцев.
25 мая 2019 года вступает в силу соглашение между правительствами России и Коста-Рики о безвизовом режиме. Граждане РФ смогут находиться в республике без визы в течение 90 дней.